# Oblasti Rusije
V Rusiji obstaja 46 administrativnih enot, imenovanih 'oblast', in predstavljajo najvišjo raven administrativne delitve Rusije. Oblasti so ena izmed vrst federalnih subjektov Rusije.

## Pregled
Oblasti so sestavne politične entitete v federativni zvezi s predstavništvom v svetu federacije in služijo kot upravna enota prve stopnje. Vsaka oblast ima državno vlado z oblastjo nad določenim ozemljem, državni zakonodajni organ in regionalno dumo, ki je demokratično izvoljena. Najvišji izvršni položaj državne vlade v oblasti je guverner, voli ga ljudstvo. Oblasti so razdeljene na rajone (okrožja), mesta regionalnega pomena (neodvisna mesta, enaka okrožju) in avtonomna okrožja, subjekti pravno enaki oblasti, vendar njej podrejeni. Avtonomna okrožja imata dve oblasti: Arhangelska oblast ima Nenško avtonomno okrožje, Tjumenska oblast pa Hanti-Mansijsko avtonomno okrožje in Jamalo-Nenško avtonomno okrožje. Trenutno v Rusiji obstaja 85 federalnih subjektov, od tega 46 oblasti, kar jih naredi za najpogostejši tip federalnega subjekta.
Večina oblasti je poimenovana po njihovem upravnem središču ali glavnem mestu, ki je ponavadi tudi največje naselje v oblasti. Izjema sta Leningrajska in Moskovska oblast, ki nimata uradnega glavnega mesta, ter Sahalinska oblast, ki je poimenovana po otoku Sahalin. Leningrajska oblast in Sverdlovska oblast ohranjata prejšnji imeni njunih glavnih mest, v tem primeru Sankt Peterburga in Jekaterinburga. Oblasti poseljujejo večinoma etnični Rusi ter materni govorci ruščine, večina oblasti pa leži v Evropski Rusiji. Površinsko največja oblast je Tjumenska oblast s 1.435.200 km2 (brez avtonomnih okrožij je največja Irkutska oblast s 767.900 km2), najmanjša pa Kaliningrajska oblast s 15.100 km2. Najbolj naseljena regija je Moskovska oblast s 7.095.120, najmanj pa Magadanska s 156.996 prebivalci.
Druga vrsta federalnih subjektov so kraji, razlike med oblastmi ter kraji pa so povsem tradicionalne. Kraji so pravno enakovredni oblastem.

## Zgodovina
Oblasti v Ruskem cesarstvu so bile administrativne enote tretje stopnje. Organizirane so bile leta 1849, bile so redke, delile pa so območno večje gubernije znotraj pokrajin, ki so predstavljale prvi nivo administrativne delitve. Število oblasti se je z upravnimi reformami v času Sovjetske zveze povečevalo, saj so oblasti postale primarni nivo delitve posamezne sovjetske socialistične republike. Sovjetske oblasti so imele malo avtonomije in moči, večjo decentralizirano oblast ter status primarne administrativne delitve pa so pridobile s prehodom v Rusko federacijo.
Med rusko invazijo na Ukrajino leta 2022 je Rusija priključila ukrajinske oblasti Doneck, Herson, Lugansk in Zaporožje. Doneška in Luganska oblast sta bili vključeni kot republiki, saj sta imeli ustavi sprejeti že leta 2014 kot separatistični državi, so bile ostale tri oblasti priključene de iure in ne de facto. Vključno s temi Rusija trdi, da ima 48 oblasti. Te štiri oblasti so mednarodno priznane kot del Ukrajine, saj jih Rusija le delno okupira, njeno nadzorstvo pa ni zagotovljeno.(str.5–6, 16)

## Seznam
1. Amurska oblast
2. Arhangelska oblast
3. Astrahanska oblast
4. Belgorodska oblast
5. Brjanska oblast
6. Čeljabinska oblast
7. Irkutska oblast
8. Ivanovska oblast
9. Kaliningrajska oblast
10. Kaluška oblast
11. Kemerovska oblast
12. Kirovska oblast
13. Kostromska oblast
14. Kurganska oblast
15. Kurska oblast
16. Leningrajska oblast
17. Lipecka oblast
18. Magadanska oblast
19. Moskovska oblast
20. Murmanska oblast
21. Niženovgorodska oblast
22. Novgorodska oblast
23. Novosibirska oblast
24. Omska oblast
25. Orenburška oblast
26. Orjolska oblast
27. Penzenska oblast
28. Pskovska oblast
29. Rostovska oblast
30. Rjazanska oblast
31. Sahalinska oblast
32. Samarska oblast
33. Saratovska oblast
34. Smolenska oblast
35. Sverdlovska oblast
36. Tambovska oblast
37. Tomska oblast
38. Tverska oblast
39. Tulska oblast
40. Tjumenska oblast
41. Uljanovska oblast
42. Vladimirska oblast
43. Volgograjska oblast
44. Vologdska oblast
45. Voroneška oblast
46. Jaroslaveljska oblast